# Orobanche artemisiae-campestris
Orobanche artemisiae-campestris é uma espécie de planta com flor pertencente à família Orobanchaceae. 
A autoridade científica da espécie é Vaucher ex Gaudin, tendo sido publicada em Fl. Helv. 4: 179 (1829).

## Portugal
Trata-se de uma espécie presente no território português, nomeadamente em Portugal Continental.
Em termos de naturalidade é nativa da região atrás indicada.

## Protecção
Não se encontra protegida por legislação portuguesa ou da Comunidade Europeia.